# Алиева, Аджош Ибрагим кызы
Аджош Ибрагим кызы Алиева (азерб. Adcoş İbrahim qızı Əliyeva; 25 марта 1922 год, Эчмиадзинский уезд — 23 марта 1996 года, Нахичевань) — советский армянский и азербайджанский агроном, Герой Социалистического Труда (1950).

## Биография
Родилась в 1922 году в селе Чобанкара Эчмиадзинского уезда Эриванской губернии (ныне не существует, территория Армавирской области Армении).
C 1947 года — звеньевая колхоза «Кармир Астх» Октемберянского района Армянской ССР, с 1960-х годов — звеньевая колхоза имени Джаббарлы Нахичеванского района, с 1973 года — звеньевая Бабекского молочно-овощного совхоза Нахичеванской АССР Азербайджанской ССР.
Указом Президиума Верховного Совета СССР от 14 июня 1950 года за получение высоких урожаев хлопка Алиевой Аджош Ибрагим кызы присвоено звание Героя Социалистического Труда с вручением ордена Ленина и золотой медали «Серп и Молот».
Многократно избиралась депутатом Верховного Совета Нахичеванской АССР. Делегат XXIX съезда КП Азербайджана.
Скончалась 23 марта 1996 года в городе Нахичевань.